# Albert Town (Bahamas)
Albert Town est une ville des Bahamas sur l'île de Long Cay.